# Columnea gloriosa
Columnea gloriosa thì thường được biết đến với tên là goldfish plant (cây cá vàng), tên thường này được đặt do hoa của nó có hình con cá. Loài này thuộc chi Columnea, họ Gesneriaceae, là loài cây thân thảo lâu năm và còn là loài bà con của hoa tử linh lan. Chúng có nguồn gốc từ vùng Nam Mĩ, Trung Mĩ và Tây Ấn.

## Mô tả
Columnea gloriosa được biết đến với hình dạng hoa là hình ống, màu đỏ tươi nhìn giống như là con cá nhấp nhô. Cuông hoa có màu vàng xuất hiện ở mỗi chỗ nối. Lá của nó có hình mác ngược với lông tơ có màu hơi đo đỏ, dựa vào nó, người ta có thể xác định chúng với những loài lai khác. Những cây trưởng thành sẽ có những cái thân xếp tầng cao đến 3 ft (90 xen-ti-mét). Nếu những điều kiện môi trường bao gồm cả dinh dưỡng dồi thì cây sẽ cho ra hoa rất nhiều ở trên thân.
Columnea gloriosa thích điều kiện ánh sáng gián tiếp lẫn nhiều hơi ẩm trong suốt thời gian phát triển. Vì thể cần giữ ẩm cho chúng và nhiệt độ khoảng 65 độ F để giữ cho lá không bị rụng.

## Khác
Hầu hết các loài trong chi Columnea khi ở trong tự nhiên thì sống biển sinh và cần ánh sáng chói, sự lưu thông không khí tốt. Tuy nhiên, với môi trường trong nhà hoặc nhà kính thì chúng cũng có thể phát triển tốt. Để loài cây này ra nhiều hoa thì trong thời gian sinh trưởng, cần tưới nước có hòa tan nhiều phosphor để kích thích ra hoa. Vào mùa đông thì không được bón phân.